# Skalny Dom
Skalny Dom – zgrupowanie malowniczych skałek w południowo-zachodniej Polsce, w Sudetach Zachodnich, w Górach Izerskich, na Wysokim Grzbiecie Izerskim, na wysokości ok. 940 m n.p.m., na południowym zboczu wzniesienia Zwalisko.

## Położenie
Skałki położone są w Sudetach Zachodnich, w środkowo-wschodniej części Gór Izerskich, we wschodniej części Wysokiego Grzbietu, w masywie Zwaliska.
Skalny Dom położony jest na południowym zboczu wzniesienia Zwalisko, na wysokości ok. 940 m n.p.m., nad linią kolejową Szklarska Poręba - Jakuszyce (Jelenia Góra-Tanvald), mniej więcej w połowie drogi od szczytu Zwaliska a doliną Kamiennej.
Na wschód leżą Czerwone Skałki, a na południowy wschód – wzniesienie Spław ze skałkami na południowym zboczu.

## Budowa geologiczna
Skalny Dom zbudowany jest z granitu karkonoskiego w odmianie porfirowatej.

## Turystyka
Obok Skalnego Domu nie prowadzą żedne szlaki turystyczne ani drogi.